# Poker Face
Poker Face er anden single fra den amerikanske sangerinde Lady Gagas debutalbum, The Fame. Sangen er skrevet af Lady Gaga og RedOne, og blev frigivet på verdensplan i 23. september 2008.

## Hitliste
| Hitliste (2008-09)               | Højeste placering |
| -------------------------------- | ----------------- |
| Australian Singles Chart         | 1                 |
| Austrian Singles Chart           | 1                 |
| Belgian Singles Chart (Flanders) | 1                 |
| Belgian Singles Chart (Wallonia) | 1                 |
| Canadian Hot 100                 | 1                 |
| Czech Airplay Chart              | 2                 |
| Danish Singles Chart             | 1                 |
| Dutch Top 40                     | 1                 |
| European Hot 100 Singles         | 1                 |
| Finnish Singles Chart            | 1                 |
| French Singles Chart             | 1                 |
| German Singles Chart             | 1                 |
| Hungarian Airplay Chart          | 1                 |
| Irish Singles Chart              | 1                 |
| Italian Singles Chart            | 2                 |
| Japan Hot 100                    | 2                 |
| New Zealand Singles Chart        | 1                 |
| Norwegian Singles Chart          | 1                 |
| Slovak Airplay Chart             | 1                 |
| Spanish Singles Chart            | 2                 |
| Swedish Singles Chart            | 1                 |
| Swiss Singles Chart              | 1                 |
| UK Singles Chart                 | 1                 |
| US Billboard Hot 100             | 1                 |
| US Hot Dance Club Songs          | 1                 |
| US Hot R&B/Hip-Hop Songs         | 75                |
| US Pop 100                       | 1                 |